# Čirka-Kem
Čirka-Kem (rusky Чирка-Кемь) je řeka v Karelské republice v Rusku. Je dlouhá 221 km. Povodí řeky má rozlohu 8270 km².

## Průběh toku
Vzniká soutokem řek Čirka a Kem, které pramení na západě Karelské vysočiny. Protéká přes řadu jezer a ústí do jezera Jaškojarvi. Je pravým přítokem řeky Kem.

## Vodní režim
Zdrojem vody jsou sněhové a dešťové srážky. Průměrný roční průtok vody činí přibližně 81 m³/s. Zamrzá na konci října až v prosinci a rozmrzá na konci dubna až v květnu.